# Susanna Capurso

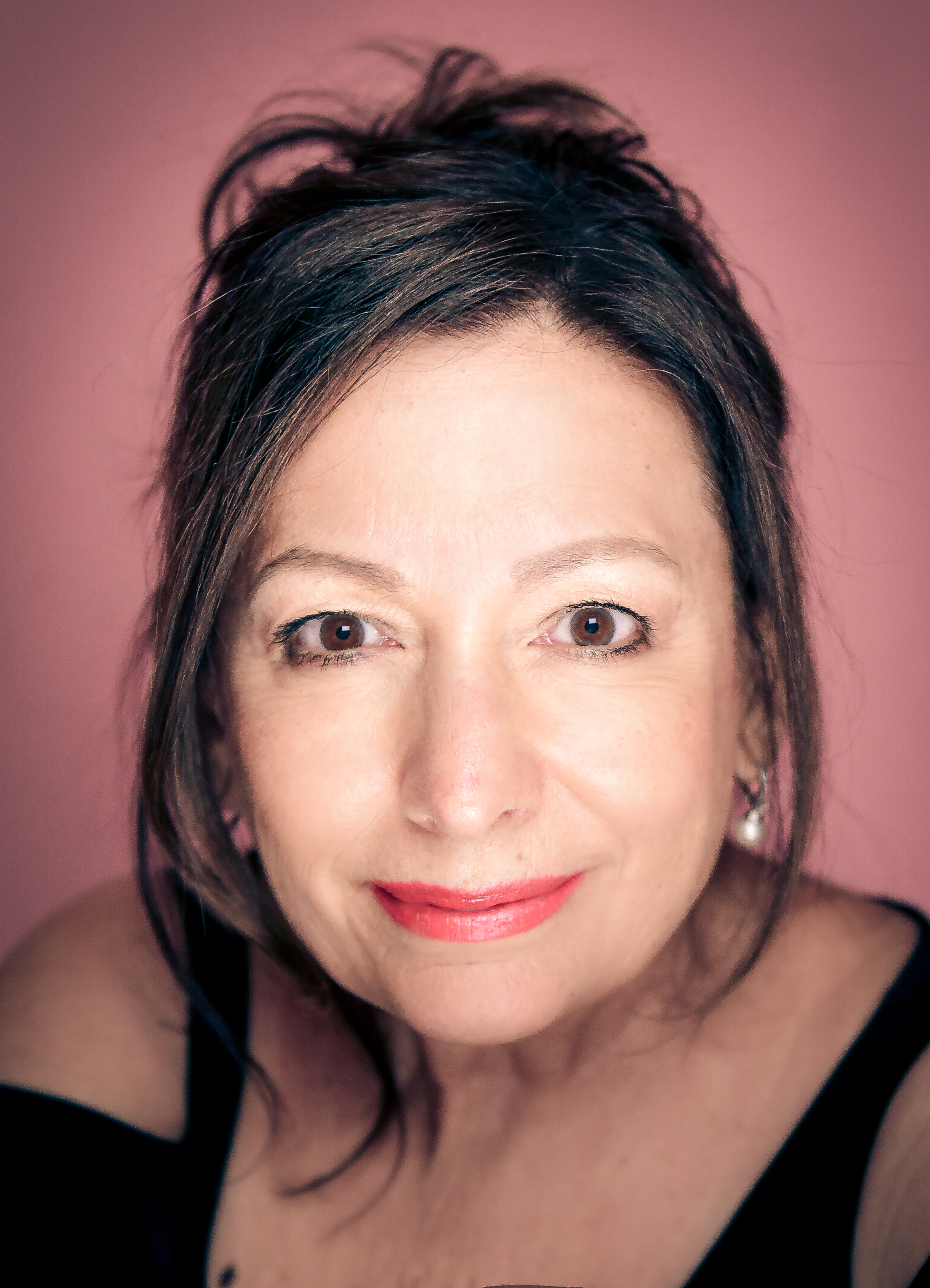
Susanna Capurso

Susanna Capurso (* 17. Januar 1958 in Barletta) ist eine italienische Schauspielerin. Sie wurde durch die Rolle der Sabrina Buchstab-Scholz in der Fernsehserie Lindenstraße bekannt.

## Leben
Nach internationalen Theaterrollen (u. a. in Frankreich, Italien, Polen und Chile) gab Capurso ihr deutsches TV-Debüt unter der Regie von Christian Quadflieg mit Ein unvergessliches Wochenende in Venedig. In Deutschland wurde sie vor allem durch ihre Rolle als Sabrina Buchstab, später Scholz in der Fernsehserie Lindenstraße bekannt, die sie von 2005 bis 2012 verkörperte.
Theaterengagements hat sie u. a. an der Komödie am Kurfürstendamm, an den Kammerspielen und an der Freien Volksbühne Berlin. Neben der Lindenstraße spielte sie in Fernsehserien wie SOKO Köln (mehrere Folgen als Donatella Fiori), Für alle Fälle Stefanie, Neues vom Bülowbogen sowie in den TV-Komödien Die oder keine und Ein Banker zum Verlieben mit. Bei Alisa – Folge deinem Herzen spielte sie von Kapitel 66 bis 75 die Rolle der Francesca Bertani.
Capurso ist verheiratet und hat aus ihrer ersten Ehe mit dem Schauspielerkollegen Michael Kausch einen gemeinsamen Sohn. Sie lebt in Berlin.

## Filmografie (Auswahl)
- 1988: Elena (Kurzspielfilm)

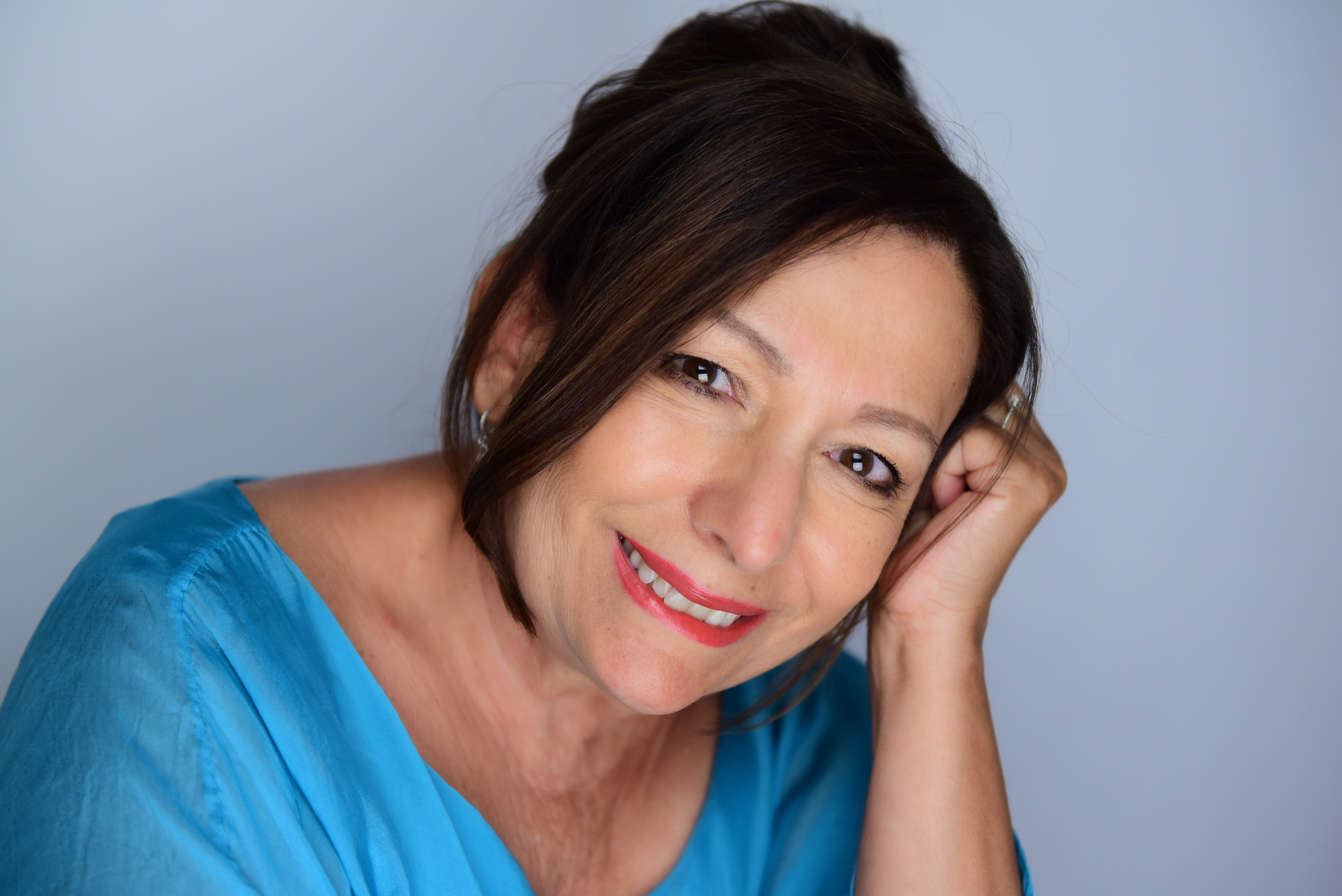
Susanna Capurso, 2020

- 1992: ...in Liebe, Fabia (Kinospielfilm)
- 1992: Ein unvergessliches Wochenende ... in Venedig (Fernsehserie)
- 1993: Achterbahn – Der neue Mieter (AT) (Fernsehserie)
- 1995: Für alle Fälle Stefanie (Fernsehserie)
- 1995: Der unverrückbare Ort (Kinospielfilm)
- 1998: Tanja (Fernsehserie)
- 2000: Ferrero Kinderüberraschung – Detektive (Trattoria) (AT) (Werbefilm)
- 2000: Du oder keine (Fernsehserie)
- 2002: Dr. Sommerfeld – Neues vom Bülowbogen (Fernsehserie)
- 2002: Bell' Epokèr (Kinospielfilm)
- 2002, 2004: SOKO Köln (Fernsehserie)
- 2003: Swept Away – Stürmische Liebe (Synchronsprecherin)
- 2003: Ein Banker zum Verlieben (AT) (Fernsehserie)
- 2004: Video Kings (Kinospielfilm)
- 2005–2012: Lindenstraße  (Fernsehserie)
- 2006: Finstere Weihnacht (Lindenstraße Special) (Kurzspielfilm)
- 2008: Terror (Lindenstraße Special) (AT) (Kurzspielfilm)
- 2009: Alisa – Folge Deinem Herzen (Fernsehserie)
- 2010: Briefe an Julia (Synchronsprecherin)
- 2015: Kaltfront (Fernsehfilm)
- 2015: Die Rosenheim-Cops (Fernsehserie)
- 2015: Monaco 110 (Fernsehserie)[2]
- 2018: Urlaub mit Mama (Fernsehfilm)
- 2019: Ein Sommer in der Toskana
- 2020: Bettys Diagnose (Fernsehserie)
- 2020: Isi & Ossi (Netflixfilm, Regie Oliver Kienle)

## Als Synchronsprecherin
- 1990: Nouvelle Vague (Synchronsprecherin)
- 1997: Fürchtet Euch nicht (Dokumentarfilm)